# Newsboy Legion
The Newsboy Legion (br.: Legião Jovem ou Legião dos Jornaleiros[carece de fontes?]) é uma equipe de heróis fictícia, das histórias em quadrinhos publicadas pela DC Comics. Foi criada por Joe Simon e Jack Kirby e apareceram pela primeira vez na revista estadunidense Star-Spangled Comics número 7 de abril de 1942 continuando com as aventuras até o número 64 de janeiro de 1947.

## Pré-Crise
A Legião Jovem era formada de um grupo de meninos órfãos jornaleiros que viviam nas ruas do perigoso Suicide Slum (conhecido como "Beco do Suicídio" no Brasil). Quando ficavam sem dinheiro cometiam pequenos crimes e por isso causavam problemas e preocupações ao policial honesto e idealista Jim Harper que fazia a ronda no bairro. Na primeira aventura publicada, Harper resolve se transformar num combatente do crime mascarado autodenominado Guardião enquanto como policial levou a Legião para julgamento. Os meninos são condenados a irem para o reformatório mas Harper intercede e se responsabiliza por eles que assim permanecem livres. Ao se envolverem com bandidos assassinos, os meninos ajudam e são ajudados pelo Guardião. Eles desconfiam de que Harper fosse o herói mascarado mas isso acaba ficando sem confirmação para eles. Essa primeira aventura foi republicada no Brasil na revista "Superboy nº 73" de maio de 1972 da EBAL.
Os membros da Legião são:Tommy Tompkins (o líder); Big Words (conhecido no Brasil como "Gênio"); Gabby (garoto que não para de falar); e Scrapper (conhecido no Brasil como "Faísca", o menino "durão" no estilo James Cagney).
Quando Jack Kirby saiu da Marvel Comics e foi para a DC Comics, lançou muitos personagens novos e novas versões de outros. A Legião foi reapresentada na revista Superman's Pal Jimmy Olsen número 133 (outubro de 1970) e fazia parte do arco de histórias conhecidas como Quarto Mundo. A Legião dessas novas aventuras não eram os personagens originais mas filhos deles e que agora trabalhavam num projeto governamental secreto sobre experimentos genéticos. Essa nova versão trazia um novo membro da equipe, o menino afro-americano  Walter "Flipper Dipper" (ou "Flippa Dippa", conhecido como Scuba no Brasil) Johnson Jr.. Ele era obcecado por mergulhos e usava com habilidade os diversos equipamentos subaquáticos. Também é filho de um participante do Projeto.
Na primeira missão da Legião nessa fase, o vilão Morgan Edge desenvolveu um veículo especial para os meninos. Ele manipulava para usá-los, juntamente com Jimmy Olsen, em tentativas para destruir os Hairies (conhecido no Brasil como "Cabeludos"), uma sociedade underground tecnologicamente avançada. A sociedade era vizinha do "Projeto" e ambos se localizavam próximos a Fábrica do Mal, que por sua vez atacava a ambos. Durante a luta contra a Fábrica do Mal, juntou-se à Legião um diminuto clone de Scrapper conhecido como "Scrapper Trooper" ou "Soldado Faísca".
Após a luta, o único sobrevivente da Fábrica do Mal e que ficou amigo da Legião era uma grande e rosada entidade humanóide conhecida como "Angry Charlie". As autoridades policiais da Escócia, onde a Fábrica se localizava, autorizou a Legião a ficar com a custódia da entidade

## Pós-Crise
As histórias da década de 1940 da Legião permaneceram inalteradas após a Crise das Infinitas Terras e mais tarde se envolveram com o Projeto DNA (agora chamado de Projeto Cadmus). Ao contrário de terem filhos idênticos, contudo, a nova Legião eram formadas de clones dos antigos membros, criados com a mesma tecnologia que fez ressurgir o Guardião, e como parte de um plano de Apokolips que deu errado. Como o clone do Guardião, os meninos retiveram as memórias de seus "pais" até a idade atual, o que significa que eles algumas vezes mostrassem surpresas com alguns aspectos do mundo moderno. A primeira aventura dessa fase foi na revista Superman Annual #2 (1988), escrita por Roger Stern e depois apareceram bastante em histórias escritas por Karl Kesel para a revista Adventures of Superman, incluindo a fuga de Kon-El, o novo Superboy, do Projeto Cadmus.
Os membros da Legião Pós-Crise tiveram seus nomes reais revelados: Gênio é Anthony Rodriguez; Gabby, Johnny Gabrielli; e Faísca, Patrick MacGuire. Se juntou brevemente a eles a sobrinha do Guardião, "Famous" Bobby Harper.
A Legião se rebelou pela primeira vez contra o Cadmus quando o corpo do Superman foi roubado. Eles se infiltraram juntamente com Lois Lane e outros membros dos "Underworlders". Depois tiveram aventuras contra a "Vovó Bondade", Dabney Donovan, outros lacaios de Darkseid e manipulações de Lex Luthor. Em  Superboy número 56, mudanças no Projeto Cadmus fizeram com que a Legião original e os clones deixassem o Projeto. Na revista Superman's Pal Jimmy Olsen (edição única, dezembro de 2008), a Legião original foi assassinada por Codename: Assassin. O destino dos clones não ficou conhecido. A ação foi parte de uma conspiração para matar todos os seres de Krypton com poderes, comandada pelo General Sam Lane.

## Sete Soldados
Grant Morrison deu uma nova versão para o Guardião e a Legião em Seven Soldiers. O jornal Manhattan Guardian tinha uma rede de repórteres voluntários conhecida como "Exército de Jornaleiros". Esse grupo mais tarde teve revelado o fato de que estavam ativos na área de Nova Iorque conhecida como Nowhere Street, durante a década de 1940. Tinha como membros Capitão 7 (menino afro-americano em roupa de futebol americano), Ali Ka-Zoom (um jovem mágico teatral), Vincenzo 'Kid Scarface' Baldi (menino italiano impecavelmente vestido) Chop Suzi (menina asiática, a mecânica da equipe), Edward 'Baby Brain' Stargard (menino prodígio), Little Miss Hollywood (impressionista, filha de imigrantes irlandeses) e Millions (o cão mais rico do mundo).

## Doc Savage
A expressão original em inglês favorita de Big Words era "I'll be superamalgamated!". A frase foi usada anteriormente por William Harper Littlejohn, personagem do pulp Doc Savage.

## Coletâneas
A DC publicou o primeiro de dois volumes:
- The Newsboy Legion v1, 2010, ISBN 1-4012-2593-4 (reprise de Star Spangled Comics, números 7-32).

## Outras versões
Em 'Elseworld's Finest', a Legião era um pequeno grupo de jornaleiros que tinha entre seus membros uma versão muito jovem de Jimmy Olsen

### Televisão
- Em Justice League Unlimited, episódio "Patriot Act", a Legião fez uma aparição com um grupo sem nome formado por meninos que ajudam cidadãos a se colocarem em segurança. No final do episódio, a Legião é parte do grupo que salva a Liga da Justiça do General Wade Eiling, convencendo-o a recuar.